# Gordel van Maria
De gordel van Maria is in de rooms-katholieke en oosters-orthodoxe traditie een relikwie dat bestaat uit de vermeende gordel of riem van Maria, de moeder van Jezus. Verschillende kerken claimen het voorwerp – of een deel ervan – in bezit te hebben, waaronder de Onze-Lieve-Vrouwebasiliek in Maastricht. De Maastrichtse gordel was ooit onderdeel van een kostbare zilveren reliekhouder, die tijdens de Franse Tijd grotendeels verloren is gegaan. De kern van de huidige reliekhouder is veertiende-eeuws en bevindt zich in een laat-negentiende-eeuws reliekschrijn. Het relikwie trok door de eeuwen heen veel bedevaartgangers en is ook nu nog voorwerp van volksdevotie. Daarnaast is het een voorwerp van kunsthistorische betekenis en een van de topstukken in de Schatkamer van de Onze-Lieve-Vrouwebasiliek.

## Legendes

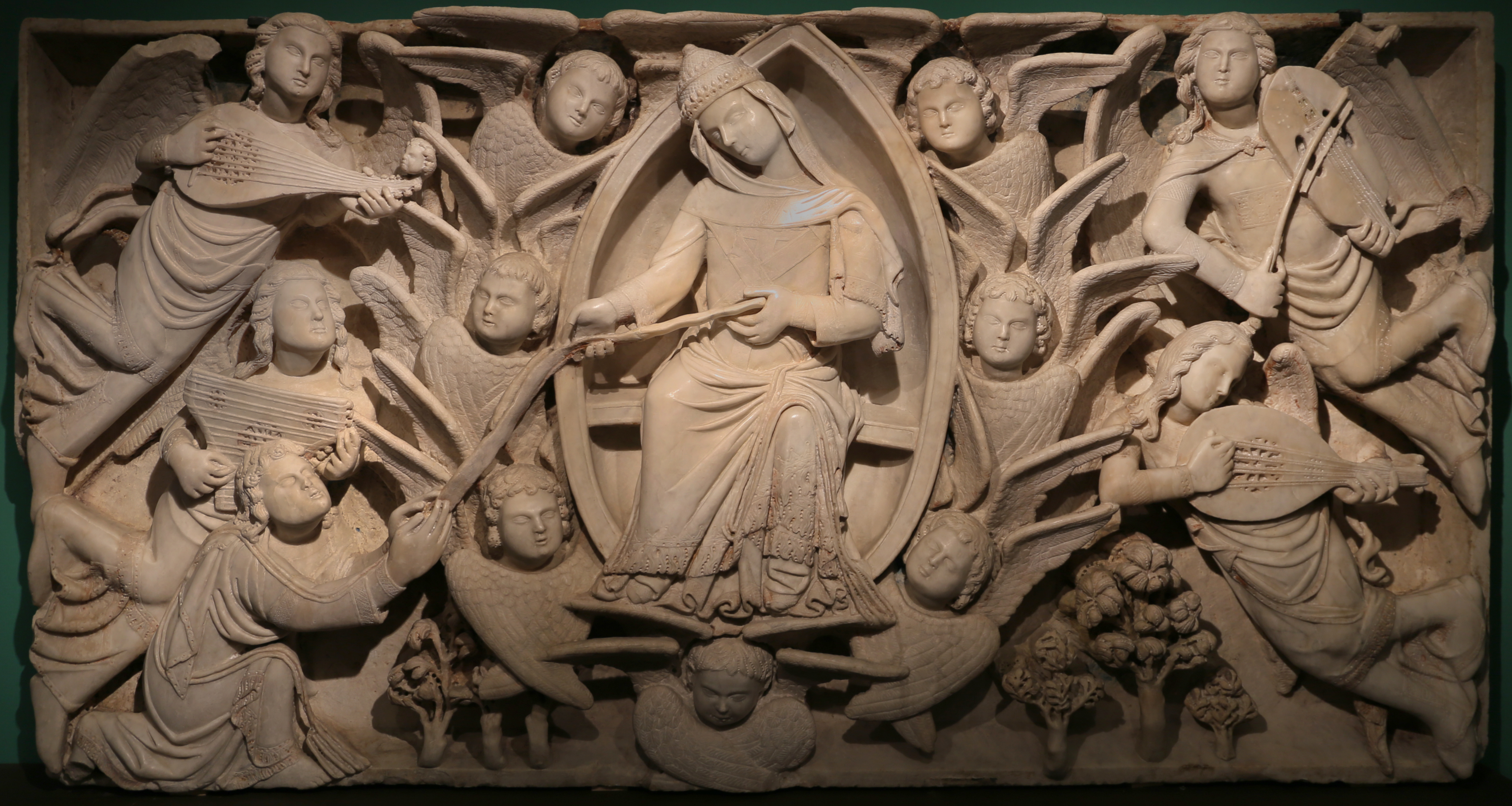
Dit reliëf in de Dom van Prato toont de tenhemelopneming van Maria en de schenking van de gordel aan Tomas (Niccolò di Cecco del Mercia, ca. 1360)

In de Bijbel wordt de gordel van Maria niet genoemd. Volgens de christelijke traditie is de gordel van Maria verbonden met de apostel Tomas en het feest van Maria-Tenhemelopneming (15 augustus). Maria zou tussen 36 en 50 na Chr. zijn overleden. Volgens een van de vele legendes waren alle apostelen hierbij aanwezig, behalve Tomas. Toen hij later haar graf bezocht, was hij getuige van haar tenhemelopneming, waarbij hij van Maria haar gordel ontving, die hij als bewijs aan de andere apostelen toonde. De legende is in feite een omkering van het Bijbelverhaal, waarin Tomas als enige apostel aanvankelijk niet geloofde in de verrezen Christus.
In de Legenda Aurea van Jacobus de Voragine zijn alle apostelen, met uitzondering van Tomas, getuige van Maria's tenhemelopneming. Tomas gelooft de apostelen niet, maar dat verandert als de gordel van Maria uit de hemel valt. In de oosterse traditie verwierf Tomas de gordel toen hij door een engel vanuit India, waar hij missioneerde, door de lucht naar Jeruzalem werd gevoerd. Daarbij kwam hij Maria tegen, die juist op dat moment ten hemel werd opgenomen en hem haar gordel toewierp.
Maria's gordel (samen met haar kleed en mantel) zou vanaf 450 bewaard zijn in een verzegeld schrijn in de kerk van Maria Blachernae in Constantinopel (tegenwoordig Istanboel). Later bevond de gordel zich in de Chalcoprateiakerk, eveneens in Constantinopel. Daar genoot het voorwerp grote verering, met name op de 15e augustus. Keizerin Zoë († 899), de vrouw van keizer Leo VI van Byzantium, zou een droomvisioen hebben gehad, waarin haar de gordel van Maria werd getoond als redmiddel tegen de depressiviteit die haar kwelde. Toen het relikwie op de zieke werd gelegd, was ze onmiddellijk genezen.
De gordel wordt traditioneel in verband gebracht met het bevorderen van de vruchtbaarheid bij vrouwen, waarschijnlijk vanwege het feit dat Maria deze gedragen zou hebben om haar middel, dicht bij de baarmoeder, toen ze zwanger was van Jezus.

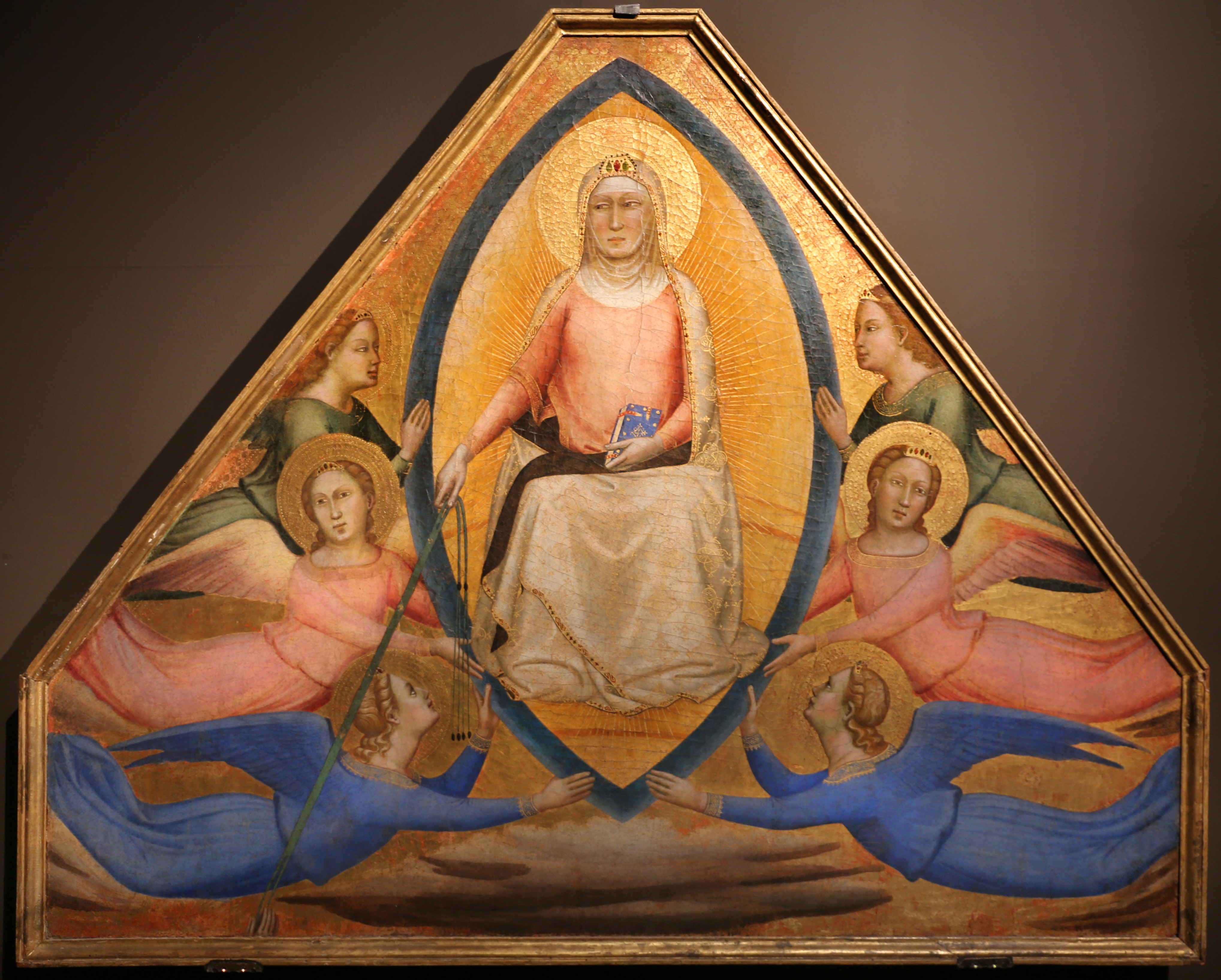
Bernardo Daddi, 1337-38
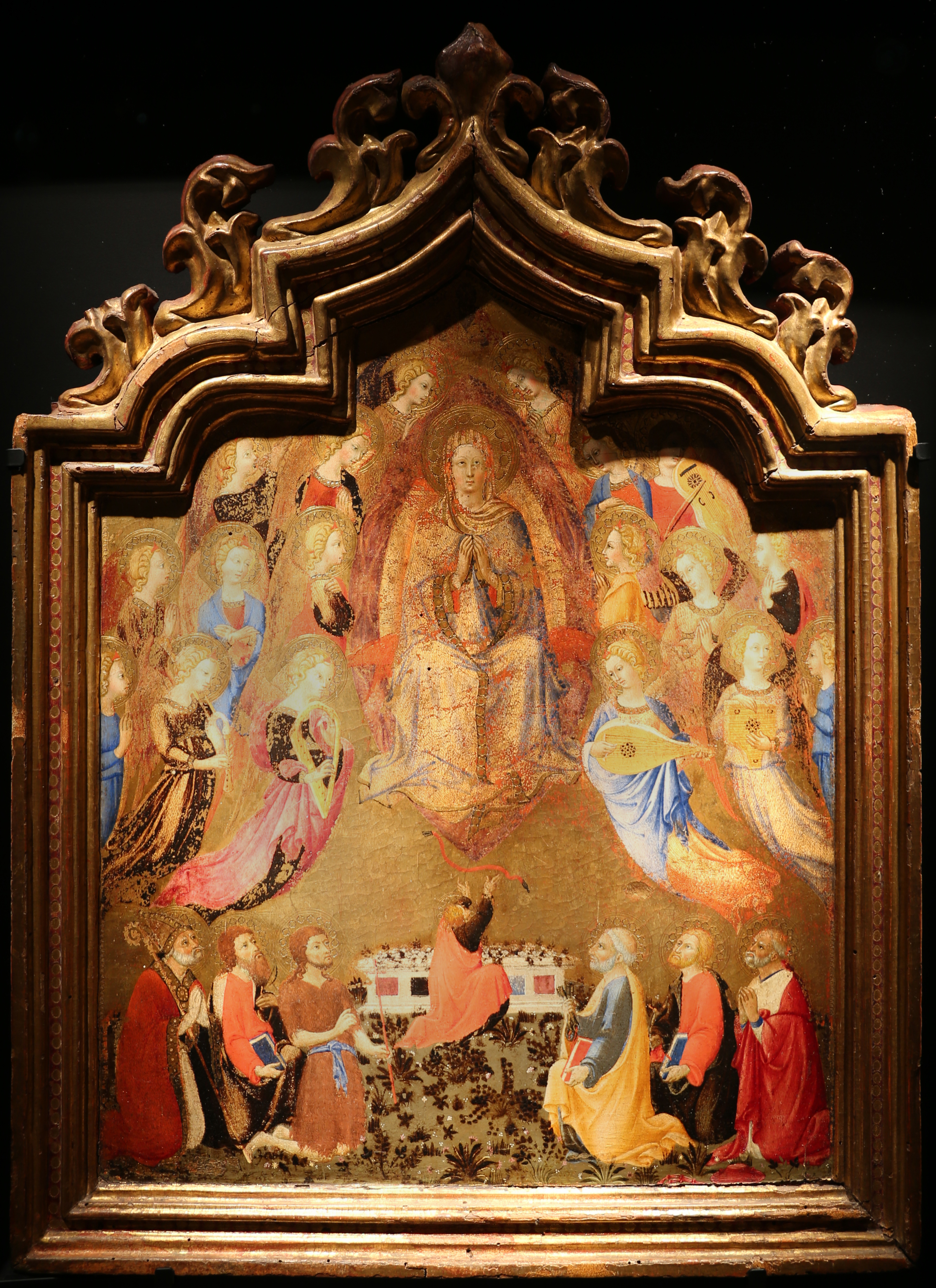
Sano di Pietro, ca. 1445
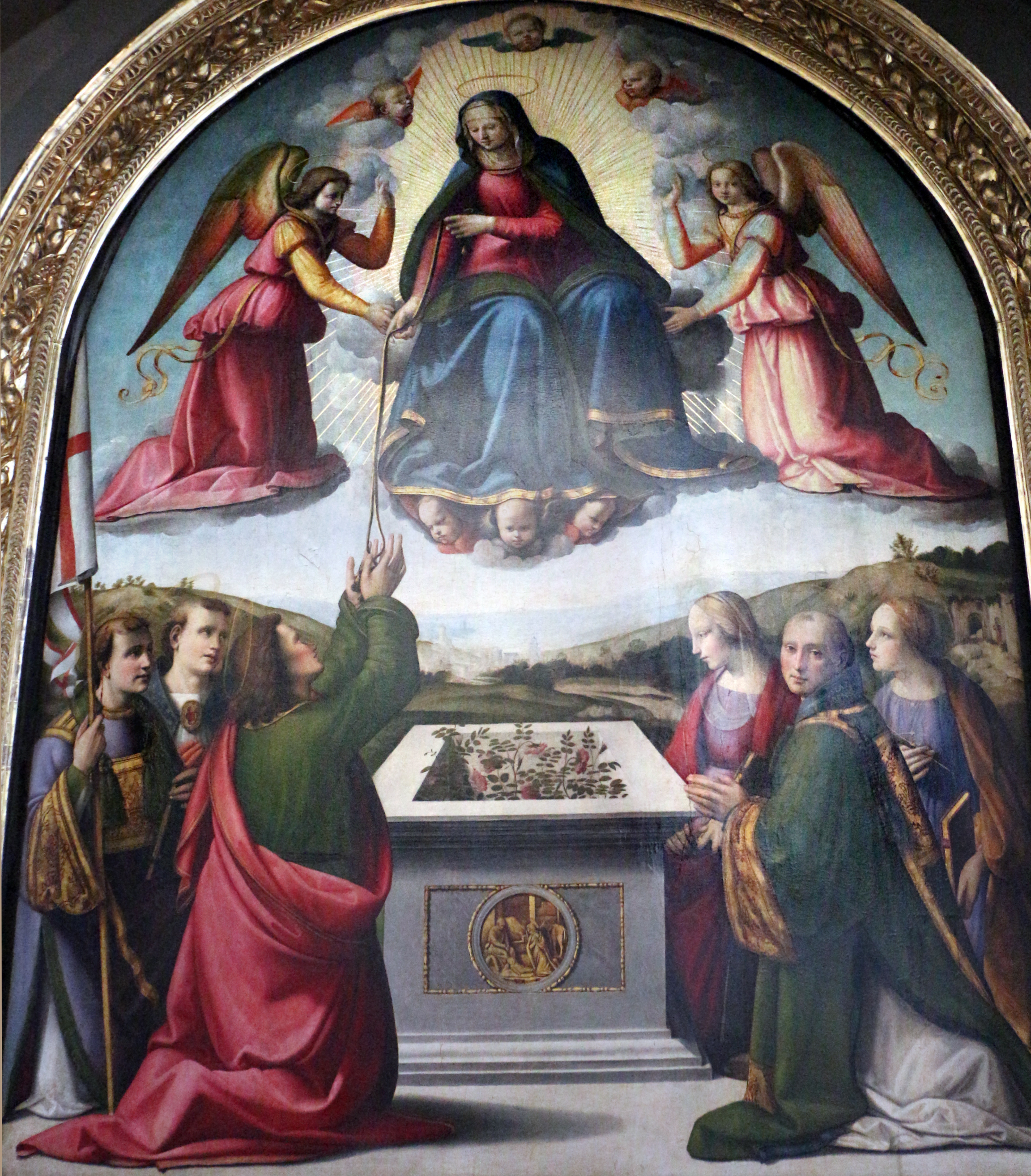
Ridolfo Ghirlandaio, ca. 1508
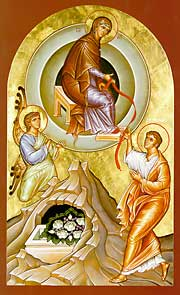
Russisch icoon, ca. 1800?

## De gordel van Maria in Maastricht

### Geschiedenis
De oudste vermelding van de gordel van Maria in Maastricht dateert van 27 juli 1286, toen het kapittel van Onze-Lieve-Vrouwe een nieuw reglement opstelde voor de koster-schatbewaarder (custos). Daarin staat dat deze een van de sleutels bezat van het kistje (capsella), waarin de gordel van Maria ("cingulus gloriose Virginis") was opgeborgen. Hoe en wanneer de kerk het reliek verwierf is niet bekend. De Onze-Lieve-Vrouwekerk zou volgens sommige berichten slechts de helft van deze gordel te bezitten; de andere helft zou worden bewaard in de Dom van Aken. De gordel van Maria was niet het enige reliek van Maria dat de Onze-Lieve-Vrouwekerk bezat. Een barokke, monstransvormige reliekhouder bevat de trouw- of verlovingsring van Maria (Maastrichts zilver, 1727). Ook bezat de kerk gordels van andere heiligen, in elk geval van Sint-Barbara en Sint-Elisabeth.

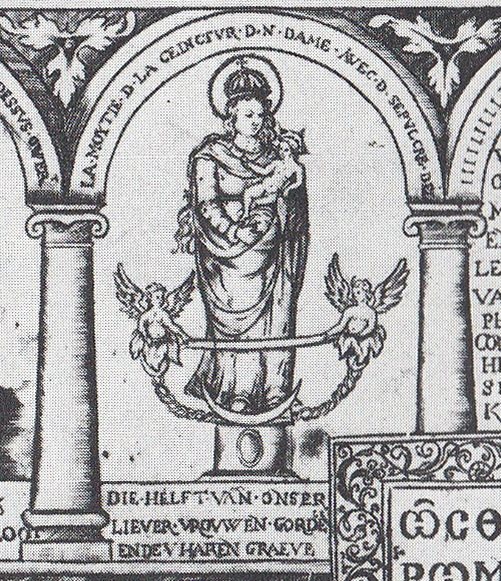
Het complete ensemble op een 17e-eeuws toningsformulier: het zilveren Mariabeeld en de twee engelen die de langwerpige reliekhouder vasthouden

Het is niet bekend hoe het oorspronkelijke reliekenkistje er uit zag. Wel is duidelijk dat de gordel uit het kistje moest worden gehaald om getoond te worden. Eind veertiende eeuw werd de gordel in de nog bestaande langwerpige reliekhouder geplaatst. Mogelijk was deze onderdeel van een groter ensemble dat verloren is gegaan. De middeleeuwse reliekhouder is in de zestiende eeuw deel gaan uitmaken van een ambitieus, verguld zilveren beeldhouwwerk. Het ensemble bestond uit een groot zilveren beeld van een madonna met kind, geflankeerd door twee kleinere zilveren engelen, die de oudere reliekhouder vasthielden. In het voetstuk van het Mariabeeld was een ovaal medaillon aangebracht met daarin een reliek van het graf van Maria, wellicht wat aarde. Het kostbare beeld van edelmetaal werd in 1580 voor het eerst vermeld, toen het uit veiligheidsoverwegingen naar Luik werd overgebracht.

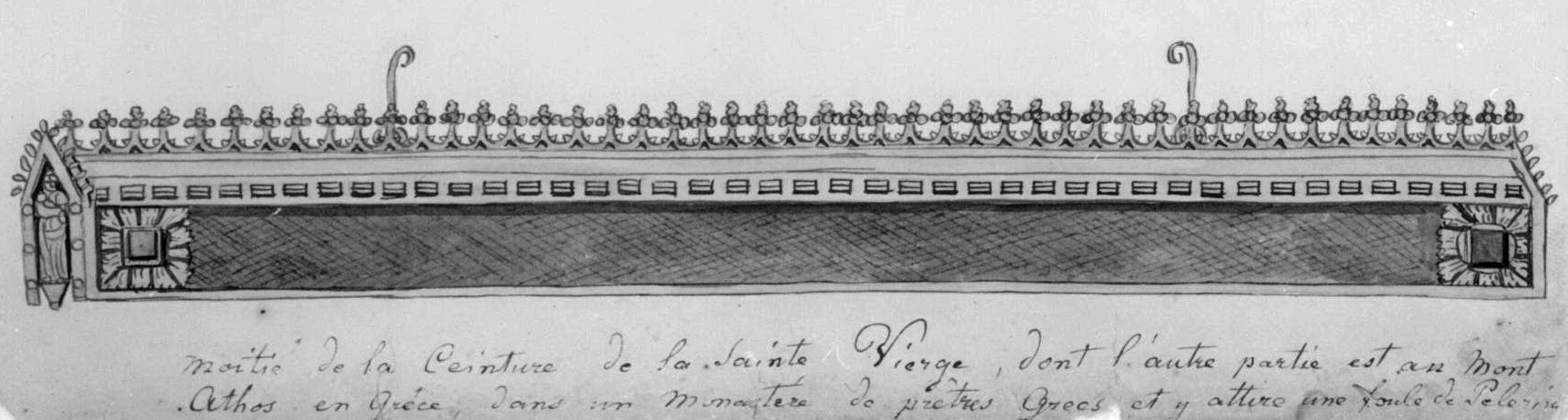
Tekening door Philippe van Gulpen, midden 19e eeuw

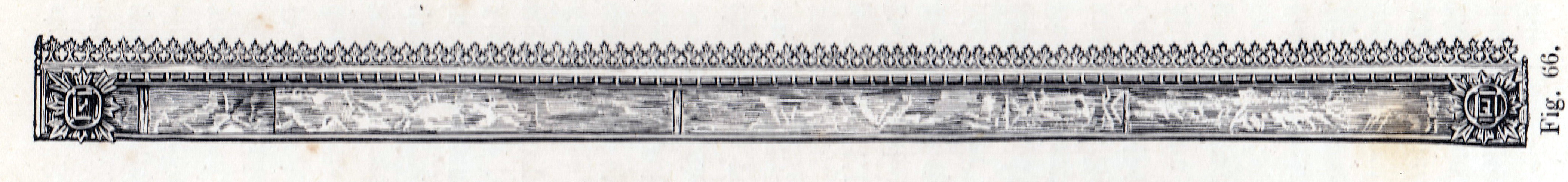
Houtsnede van Lambris & Brend'amour in Bock & Willemsens catalogus, 1872

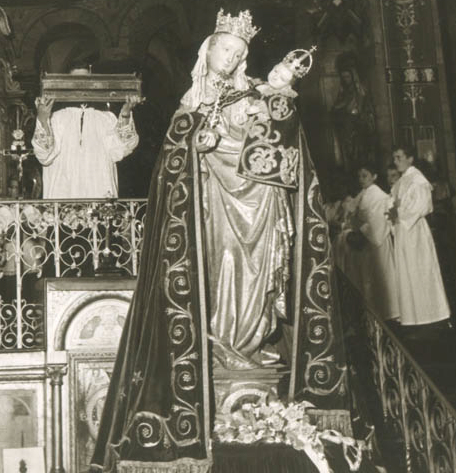
Het tonen van de reliekhouder met de gordel van Maria (achtergrond) en de Sterre der Zee op het priesterkoor van de Onze-Lieve-Vrouwebasiliek, 1962

Maastricht werd in 1794 bezet door Franse revolutionaire troepen en kort daarna ingelijfd bij de Eerste Franse Republiek. De opheffing van het kapittel van Onze-Lieve-Vrouwe in 1797 werd voorafgegaan door een periode van zware oorlogsbelastingen, waardoor het kapittel zich genoodzaakt zag een groot deel van de goud- en zilverschat om te laten smelten. Het zilveren Mariabeeld en de engelen zijn toen vrijwel zeker verdwenen in de smeltoven. De relieken zelf, waaronder de gordel, werden merendeels door de kanunniken in veiligheid gebracht. In 1817, toen duidelijk was dat het kapittel niet meer zou worden heropgericht, werden deze overgedragen aan de Sint-Nicolaasparochie. Pas in 1837 kreeg de oude kapittelkerk weer haar religieuze functie terug, nu als parochiekerk.
Ook in de negentiende en twintigste eeuw zijn voorwerpen verloren gegaan doordat de kunsthistorische waarde ervan niet werd ingezien, alsmede door diefstal. Vooral het verlies van het patriarchaalkruis en het 'kruisje van Constantijn' wordt in Maastricht betreurd. Beide kruisreliekhouders werden door een overijverige ex-kanunnik in 1837 aan de paus geschonken en bevinden zich sedertdien in de schatkamer van de Sint-Pietersbasiliek in Vaticaanstad. In veel gevallen zijn de oorspronkelijke reliekhouders verdwenen, maar bleven de relieken bewaard. Van de gordel van Maria bleef het eigenlijke relikwie met een fragment van de oorspronkelijke reliekhouder bewaard. Eind negentiende eeuw werd bij de firma Ehrens in Aken een neogotisch schrijntje besteld, waarin de middeleeuwse reliekhouder werd geplaatst.
De Akense kanunnik en kunsthistoricus Franz Bock en de Maastrichtse kapelaan en schatbewaarder Michaël Willemsen publiceerden in 1872 een uitgebreide catalogus van de Maastrichtse kerkschatten: Die mittelalterlichen Kunst- und Reliquienschätze zu Maestricht, aufbewahrt in den ehemaligen Stiftskirchen des h. Servatius und Unserer Lieben Frau daselbst, enz, in 1873 gevolgd door een Franstalige versie en een jaar later door een Nederlandstalige samenvatting. De publicatie betekende een omslag in de herwaardering van het Maastrichtse religieus erfgoed. In de catalogus wordt de reliekhouder van de gordel van Maria omschreven als typisch laatgotisch en gedateerd in de tweede helft van de vijftiende eeuw. Het reliek zelf wordt niet beschreven, hoewel wordt opgemerkt dat de zichtbare strook bruine stof waarschijnlijk niet de gordel zelf betreft, maar een beschermend omhulsel.
Opvallend is dat in de negentiende en twintigste eeuw de gordel van Maria in de Onze-Lieve-Vrouwekerk, de Mariakerk bij uitstek in Maastricht, een minder prominente rol speelde dan in de periode daarvoor. Wellicht was het toenemend historisch besef daar debet aan, het besef dat zoveel gordels van Maria nooit allemaal 'echt' konden zijn. Een factor van belang was zeker dat het genadebeeld van de Sterre der Zee in 1837 uit de kort daarna afgebroken Sint-Nicolaaskerk naar de Onze-Lieve-Vrouwe werd overgebracht. Dat beeld werd in de twintigste eeuw hét symbool van de Mariadevotie in Maastricht en Limburg, dat weinig ruimte overliet voor andere devoties.

### Beschrijving
De huidige reliekhouder bestaat uit drie delen: het uit meerdere lagen stof bestaande textielrelikwie, de langwerpige, veertiende-eeuwse reliekhouder, en het eveneens langwerpige, negentiende-eeuwseschrijn.

#### Het textielreliek
Het textiele gedeelte is 55,5 cm lang en 2,5 cm breed en bestaat uit vijf lagen stof. In 1990 is het textielreliek door de Zwitserse Abegg-Stiftung onderzocht. Het was daarbij niet mogelijk om de ouderdom of de plaats van herkomst van de weefsels te bepalen. De buitenste lagen stof (van ongeverfde zijde en linnen) zijn vooral naar de uiteinden toe afgesleten. De tweede en vierde laag bestaat uit een identieke strook rode zijde met een ingeweven patroon van blauwe ruiten met gouddraad. Waarschijnlijk is de 1,5 cm brede middelste strook van ongekleurd linnen het oorspronkelijke reliek. Tussen de eerste en tweede laag bevindt zich een perkamenten 'cedula' (echtheidsverklaring) uit de tweede helft van de vijftiende eeuw.

#### De middeleeuwse reliekhouder
Het textielreliek is in de late veertiende eeuw gevat in een langwerpige, verguld zilveren reliekhouder. Een blauw zijden lint, voorzien van lakzegels, houdt het textielreliek op zijn plaats. De houder meet 59 x 3,8 x 1,3 cm. Bock & Willemsen merkten in 1872 al op dat de reliekhouder de vorm heeft van een lange, van kantelen voorziene muur. Die indruk wordt versterkt door het ingegraveerde patroon van bouwstenen aan de achterzijde. Het verguldsel is gedeeltelijk afgesleten. De bovenrand is versierd met plantmotieven. Aan de voorzijde, voorheen afgesloten door stukken bergkristal, tegenwoordig grotendeels open, is uiterst links en rechts een bloemmotief aangebracht met een grote groene edelsteen in het midden. De kopse kanten zijn vormgegeven als een nis, waarin een miniatuurbeeldje is geplaatst: links een Madonna (met Christuskind); rechts een Sint-Catharina (met zwaard en rad).

#### Het negentiende-eeuwse schrijn
De middeleeuwse reliekhouder, die na het verdwijnen van het zilveren beeld enigszins 'kaal' achterbleef, werd eind negentiende eeuw voorzien van een verzilverd geelkoperen schrijn in neogotische stijl. Het schrijn meet 65,8 x 24,5 x 11 cm. Het heeft de vorm van zeer langgerekt huis met een zadeldak met een vorstkam en een centraal geplaatste pinakel. Op de daklijst zijn drie blauwe edelstenen aangebracht. Op de vier hoeken bevinden zich eveneens pinakels met kruisbloemen. Het geheel wordt gedragen door vier leeuwtjes.

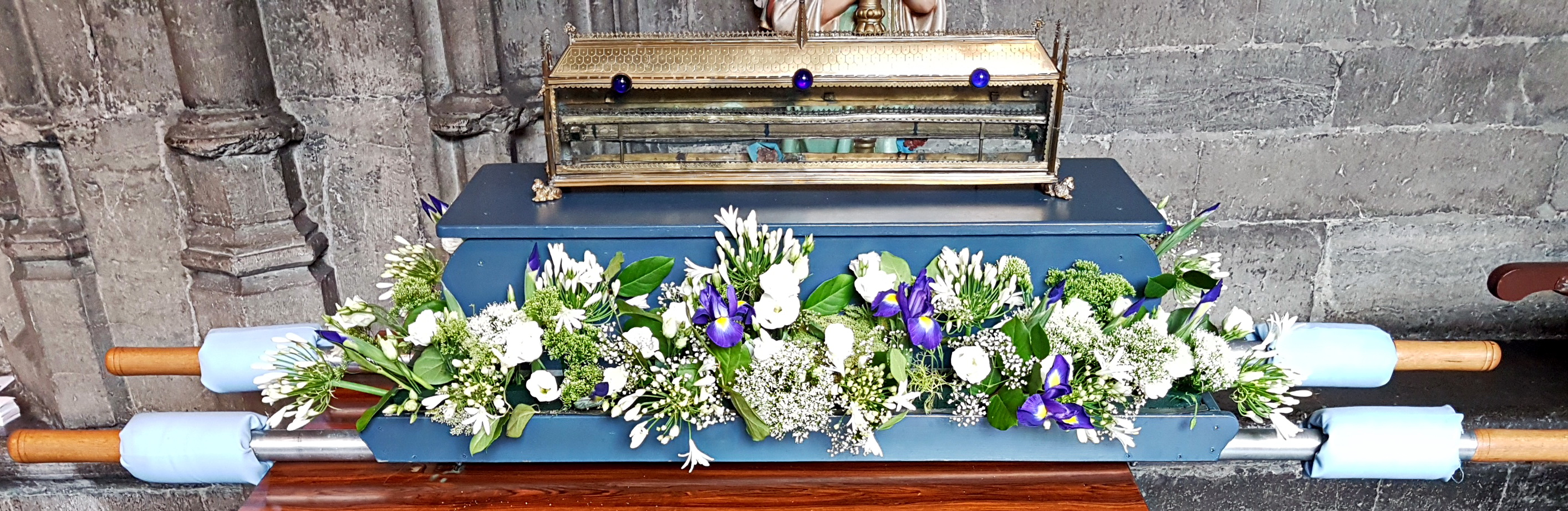
Processiebaar met reliekhouder
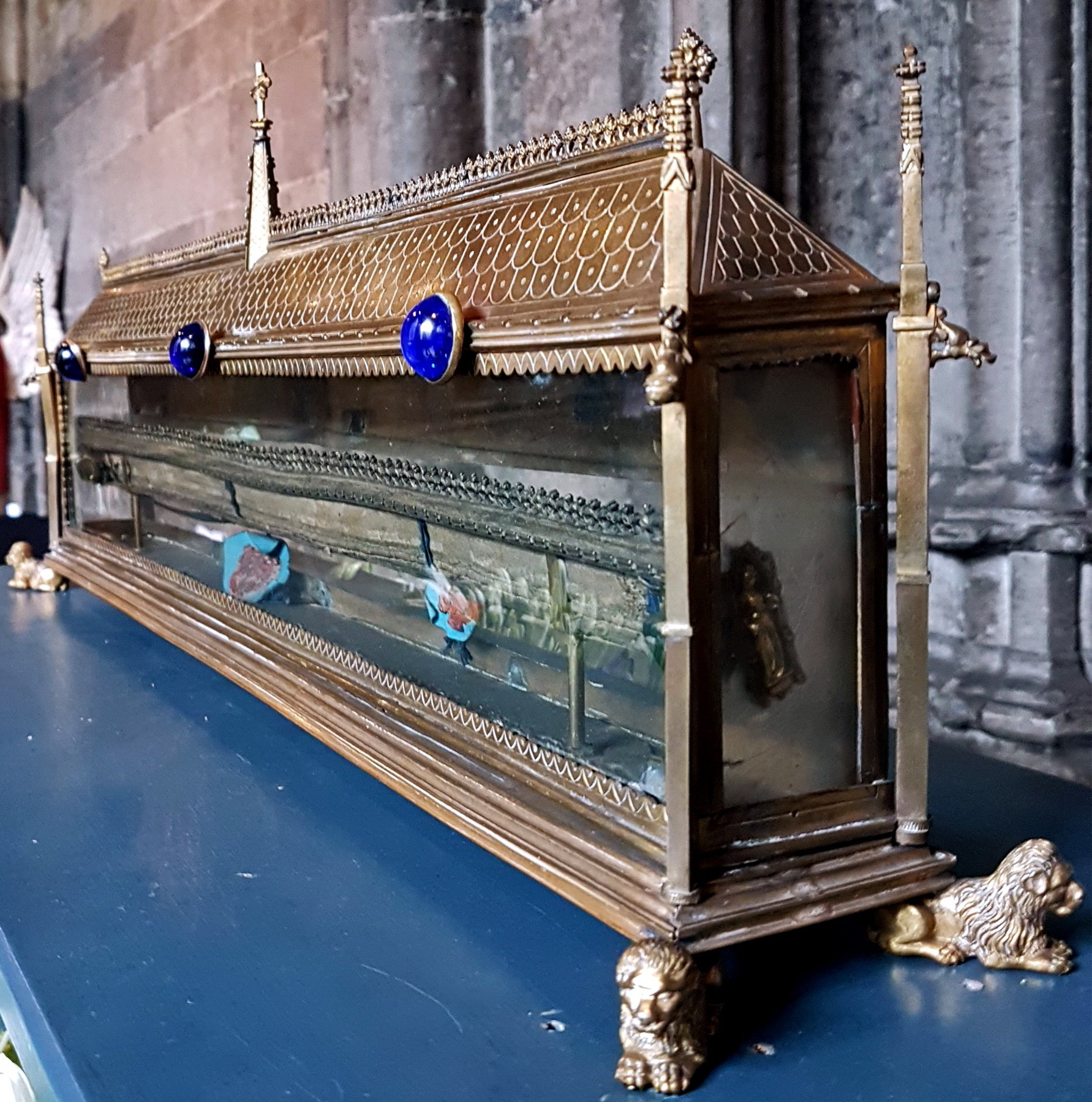
19e-eeuwse reliekschrijn
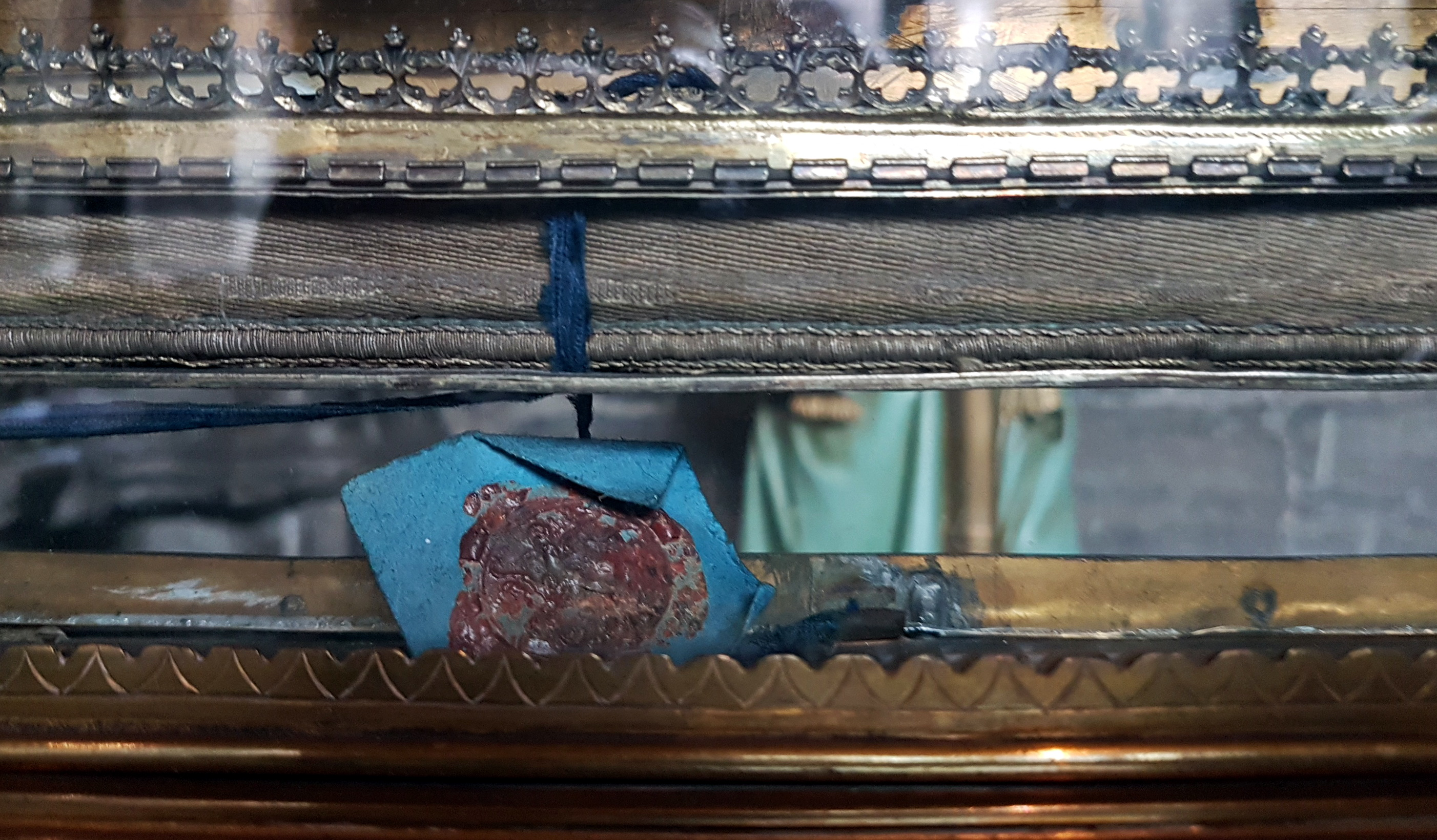
Detail gordel met zegel
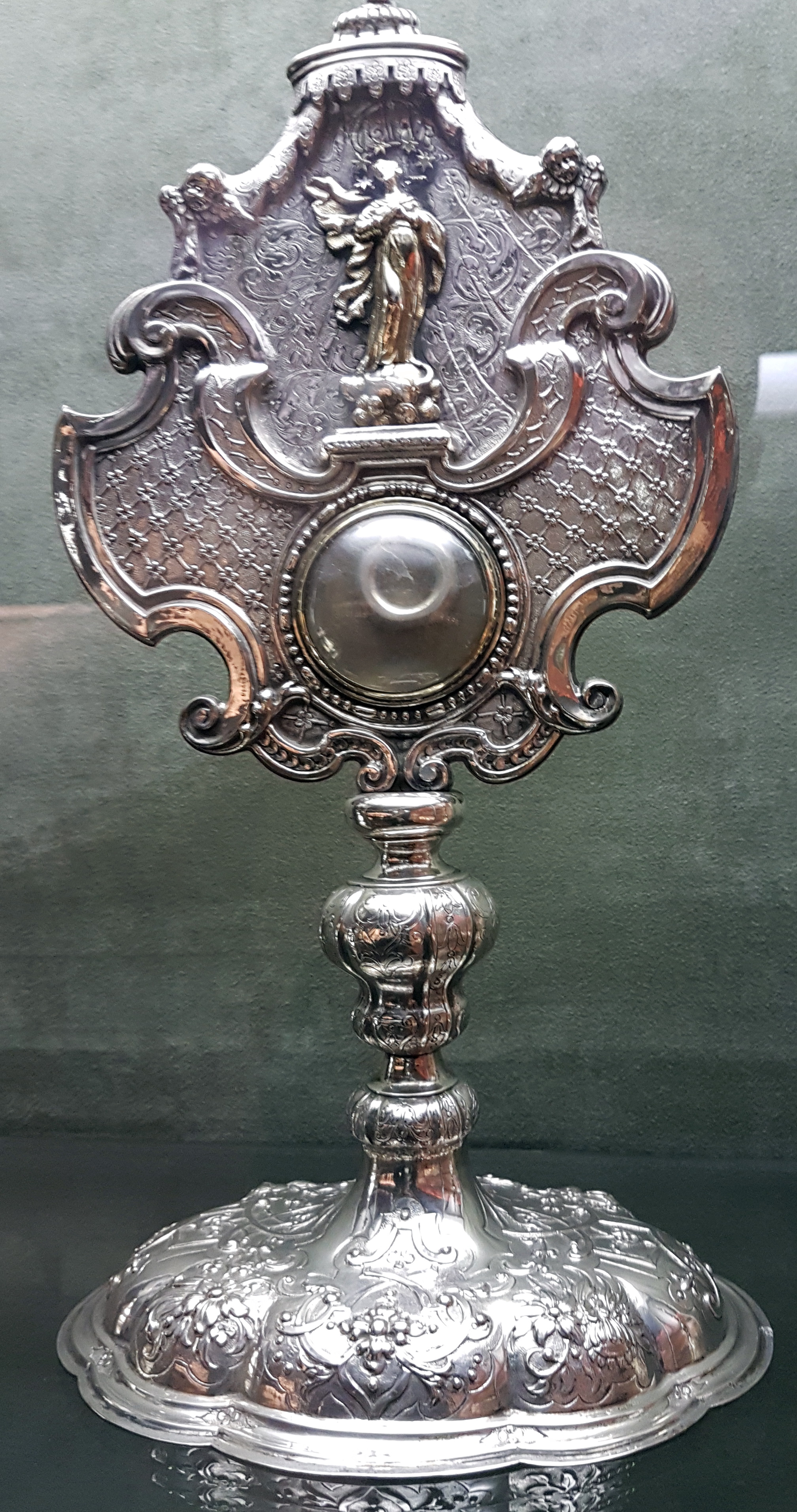
Trouwring van Maria

### Verering
Er is vrij weinig bekend over de manier waarop de gordel van Maria in het verleden werd vereerd. Mogelijk bevond het relikwie zich aanvankelijk in een gesloten reliekhouder en werd deze bij gelegenheid tevoorschijn gehaald. In 1215 werd het openbaar tonen van relieken buiten hun houders door paus Innocentius III verboden. Dit verbod leidde tot de vervaardiging van een ander soort reliekhouders (onder andere ostensoria), waardoor het reliek, achter glas, zichtbaar bleef. De oudste vermelding van de gordel van Maria in Maastricht dateert uit 1286, toen werd bepaald dat deze uitsluitend met uitdrukkelijke toestemming van het kapittel uit de reliekhouder mocht worden gehaald. De geestelijke die deze handeling verrichtte moest hebben gevast en zijn priesterlijke gewaad dragen.
Bekend is dat het rivaliserende Sint-Servaaskapittel niet toestond dat de Onze-Lieve-Vrouwekerk relieken toonde in de open lucht. Pas in 1521 verwierf het Onze-Lieve-Vrouwekapittel dit recht via pauselijke interventie, maar de hoogtijdagen van de Maastrichtse heiligdomsvaarten waren toen al voorbij. Een zeventiende-eeuws toningsformulier en een reisverslag van een Normandisch edelman maken duidelijk, dat de gordel van Maria en andere relieken toen in de reliekenkamer of -kapel werden getoond. De gordel van Maria werd als eerste getoond; het Byzantijns patriarchaalkruis als laatste. Het zilveren Mariabeeld met de gordel werd in de zeventiende en achttiende eeuw ook in processies meegevoerd. Het beeld werd dan versierd met een zware gouden ketting, die in 1631 door Joannes Jasque, een protestants militair, geschonken was. Van andere plaatsen met soortgelijke relieken is bekend dat de gordel van Maria speciale verering genoot bij zwangere vrouwen, of vrouwen die zwanger wensten te worden, maar in Maastricht zijn hierover geen berichten overgeleverd.
Tegenwoordig verlaat het reliekschrijn met de gordel van Maria nog maar zelden de kerk. De laatste keer dat dat gebeurde was tijdens de heiligdomsvaart van 2018, toen de gordel tijdens een tweetal ommegangen door de straten van Maastricht gevoerd werd. Tevens werd het relikwie bij de reliekentoning in de kerk getoond, waarbij de gordel niet uit de reliekhouder werd gehaald. Bij deze gelegenheden werd het reliekschrijn op een houten processiebaar meegevoerd door een groep vrouwen in lichtblauwe gewaden. In de schatkamer van de Onze-Lieve-Vrouwebasiliek neemt het voorwerp een vrij onopvallende plaats in tussen de andere devotionele voorwerpen.

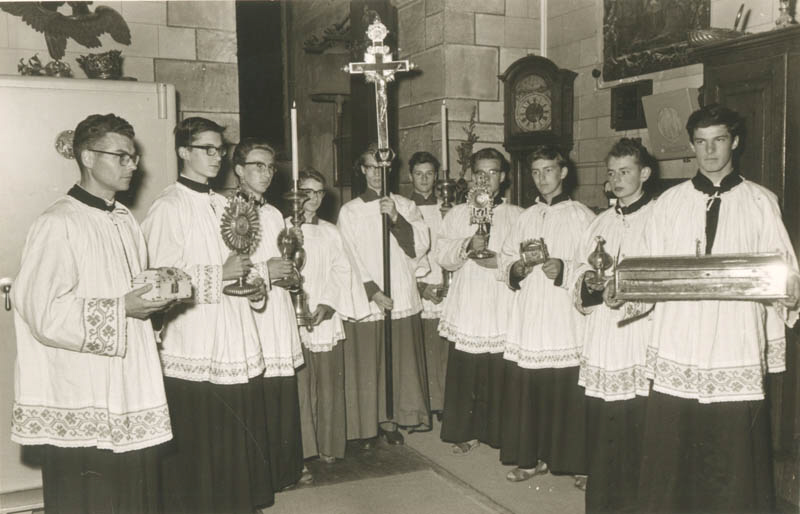
Reliekentoning, 1962
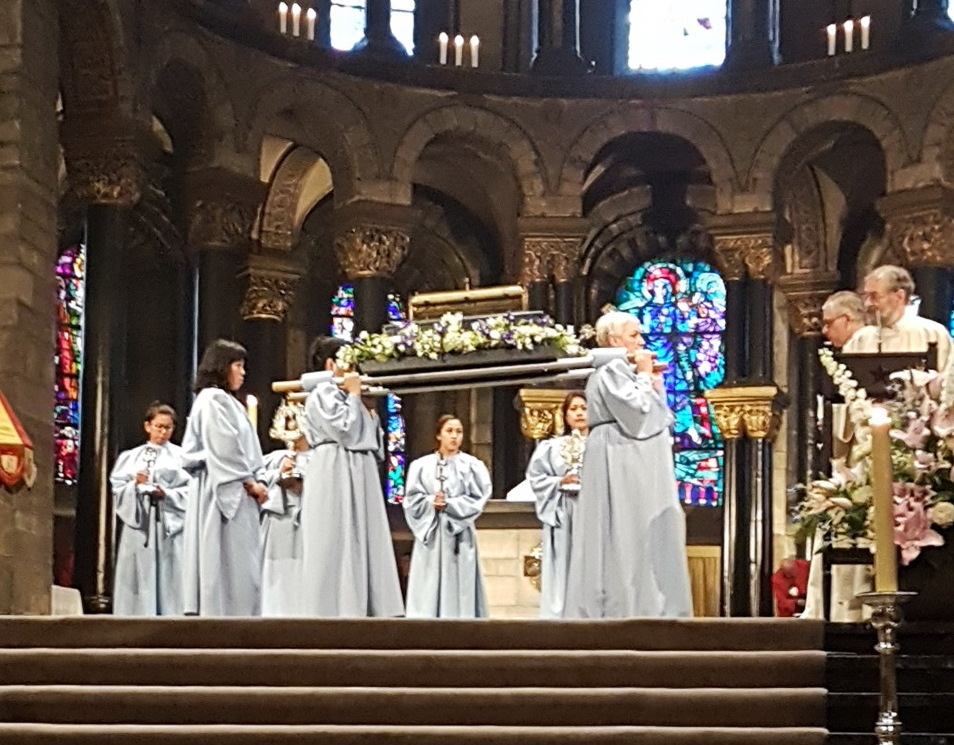
Reliekentoning, 2018
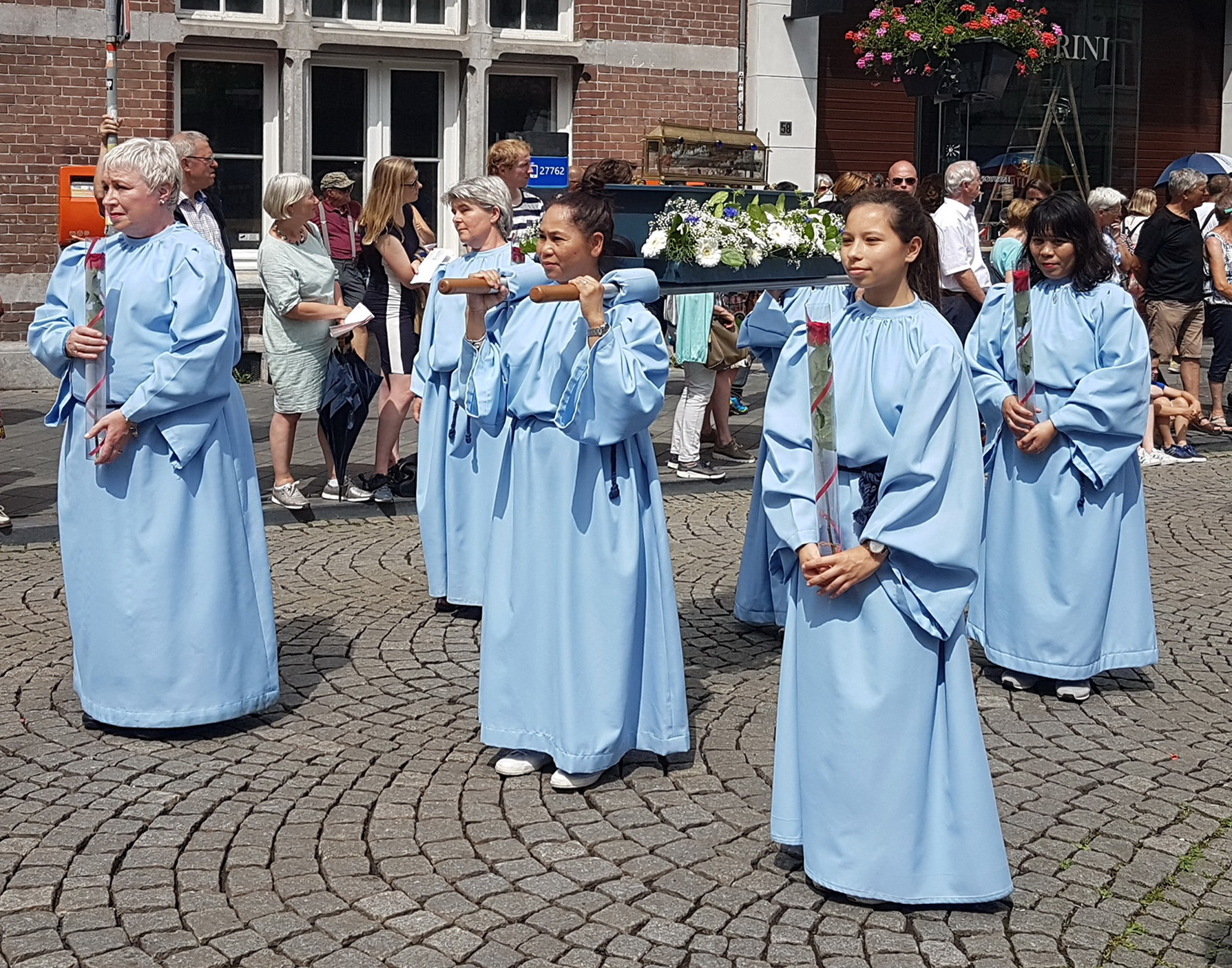
Ommegang, 2018
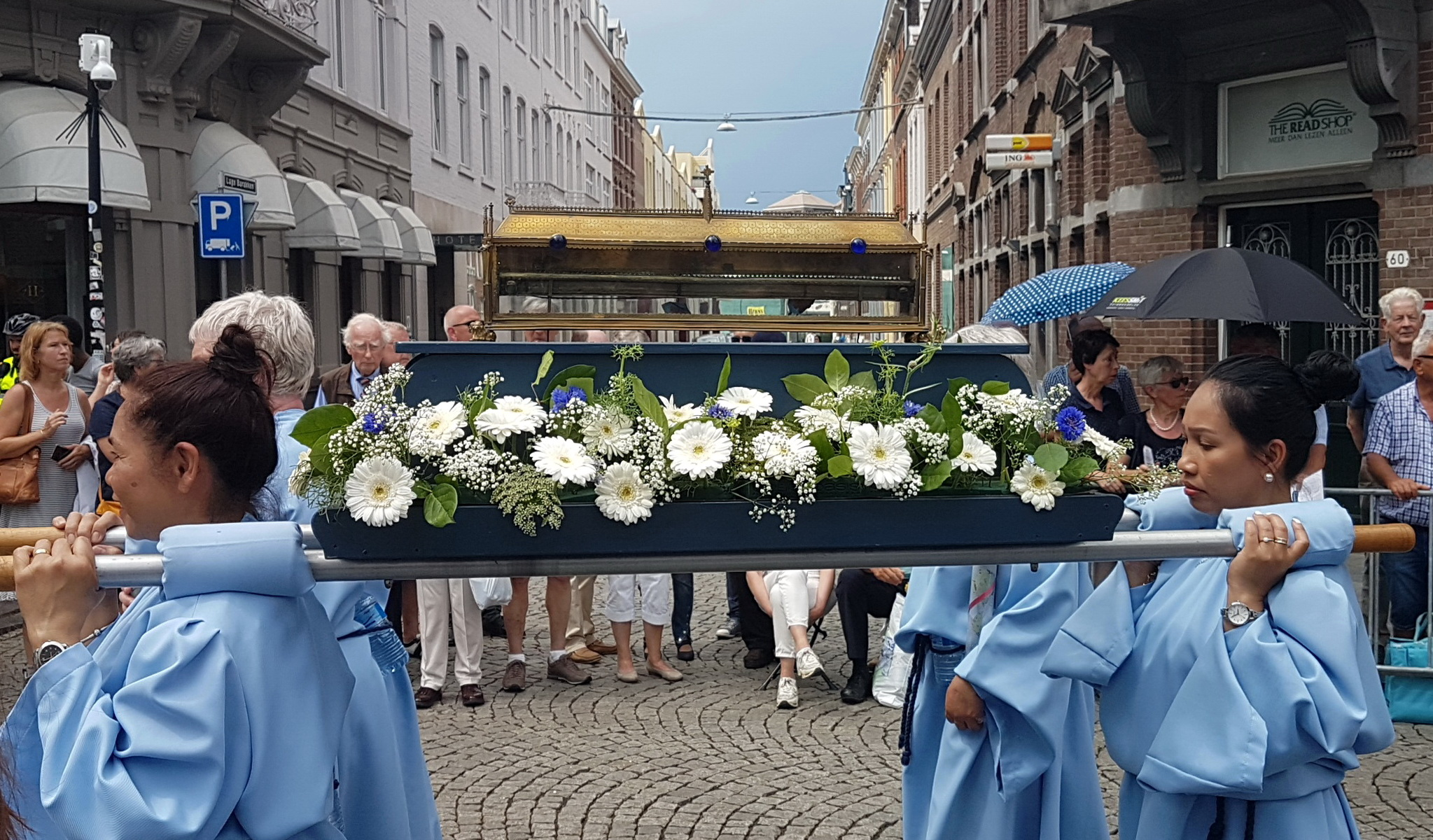
Ommegang, 2018

## De gordel van Maria elders
Diverse kerken verspreid over Europa claimen het bezit van de 'echte' gordel van de Maagd Maria.
- In de schatkamer van de Dom van Aken zou de andere helft van de 'Maastrichtse' gordel van Maria bewaard worden. Deze bevindt zich in een verguld zilveren reliekenmonstrans, die omstreeks 1360 in Praag tot stand kwam. De zeer rijke Akense schatkamer bezit overigens ook de gordel van Jezus (bewaard in een soortgelijke reliekenmonstrans) en het kleed van Maria (bewaard in het 'Marienschrein').[20]

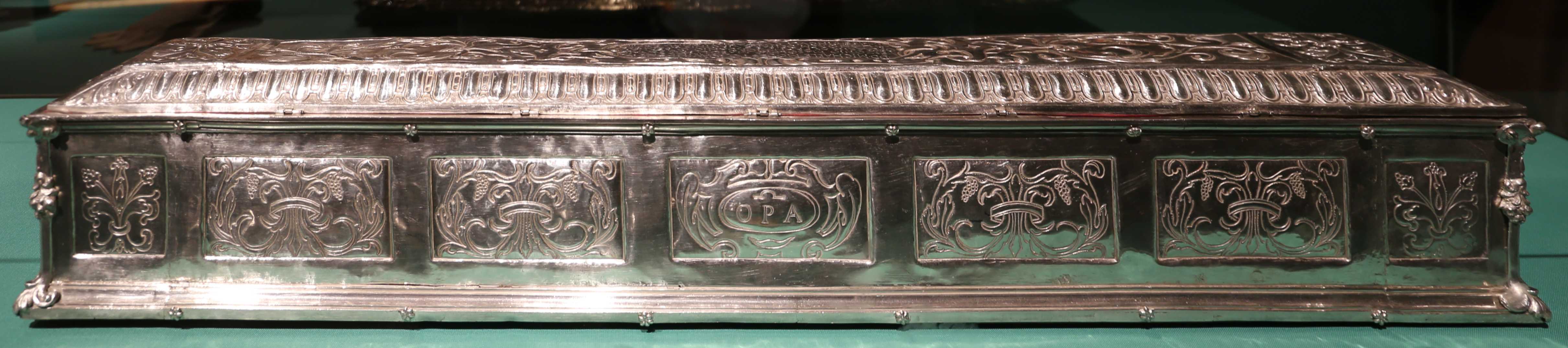
17e-eeuwse reliekhouder van de gordel van Maria in de Dom van Prato

- De beroemdste gordel van Maria is wellicht die in de Dom van Prato (Italië), die volgens de legende was meegenomen door een kruisvaarder uit Jeruzalem. Deze wordt in een speciale kapel in de dom bewaard en vijf maal per jaar vanaf een door Donatello gebeeldhouwde buitenkansel aan de pelgrims getoond.[21]
- In Frankrijk claimt de kathedraal van Le Puy de gordel van Maria te bezitten. Deze zou de vruchtbaarheid bevorderen, reden voor de Franse koningin Anna van Oostenrijk om, na tweeëntwintig jaar huwelijk zonder mannelijke nakomeling gebaard te hebben, de gordel uit de kathedraal te laten overbrengen naar haar slaapkamer, waar zij in 1638 het leven schonk aan de latere Lodewijk XIV.[22]
- In Spanje meent de kathedraal van Tortosa de 'echte' gordel van Maria sinds 1178 in bezit te hebben. Ook deze gordel zou binnen het Spaanse koningshuis voor vruchtbaarheid gezorgd hebben.[23]
- Een deel van Maria's gordel zou zich in de kathedraal van Zoegdidi, Georgië, bevinden. Dit deel zou door een Byzantijnse prinses uit Constantinopel zijn meegenomen. Tsaar Alexander I liet er begin negentiende eeuw een kerk voor bouwen, waar tevens het vermeende kleed van Maria bewaard zou worden.[2]

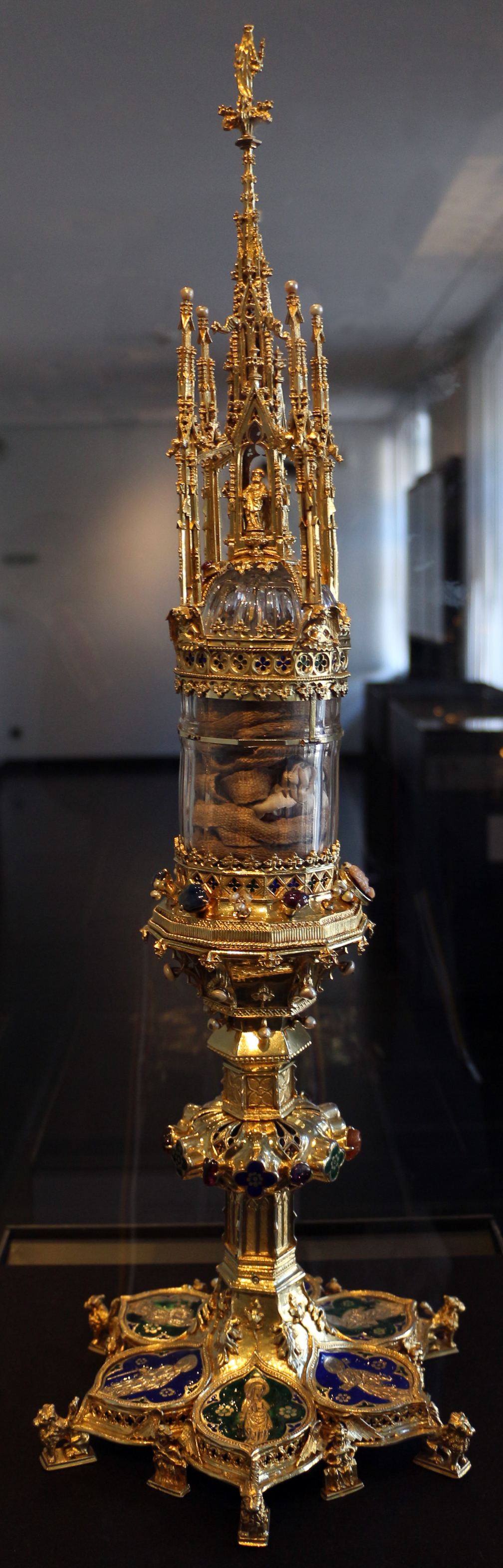
Dom van Aken
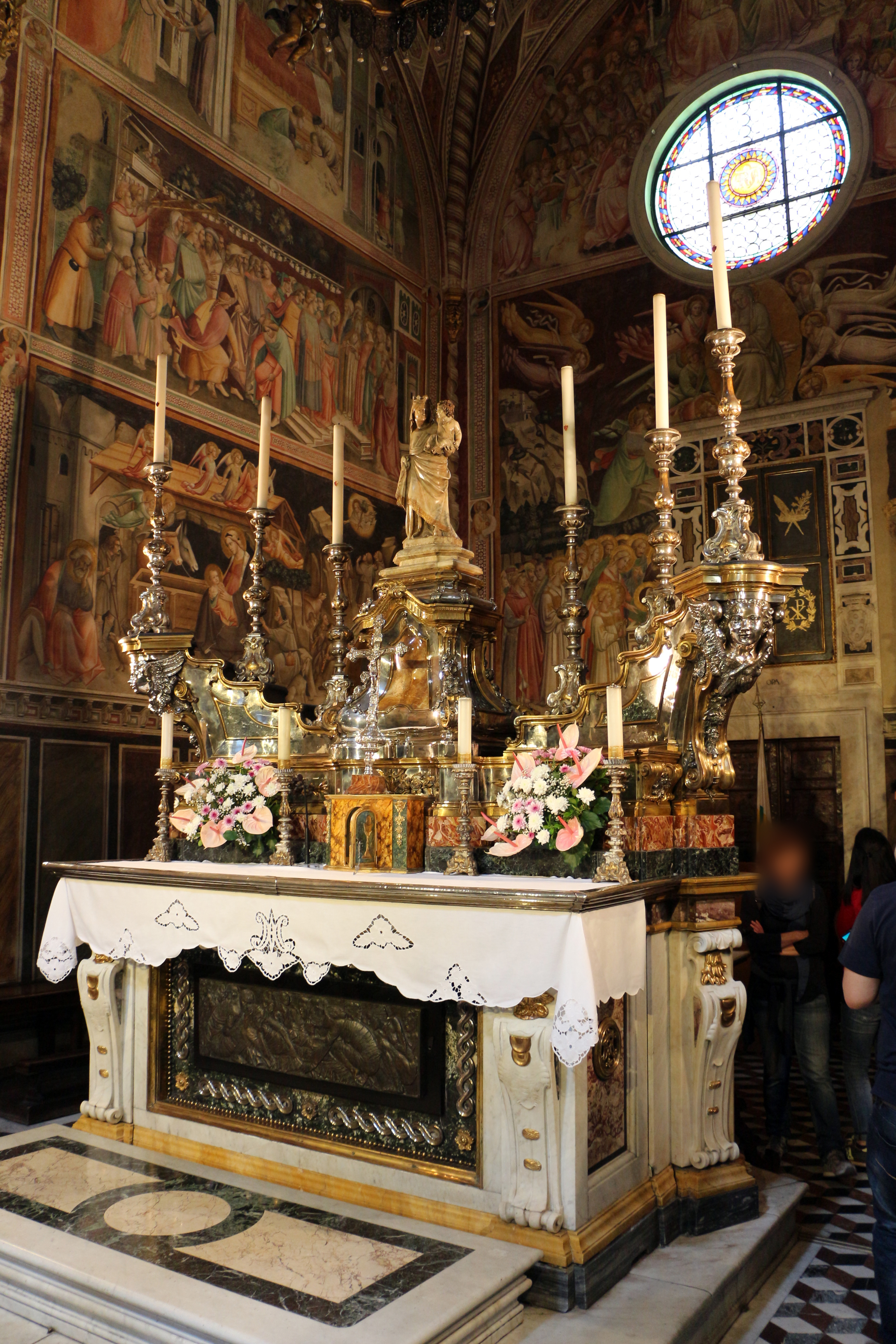
Dom van Prato
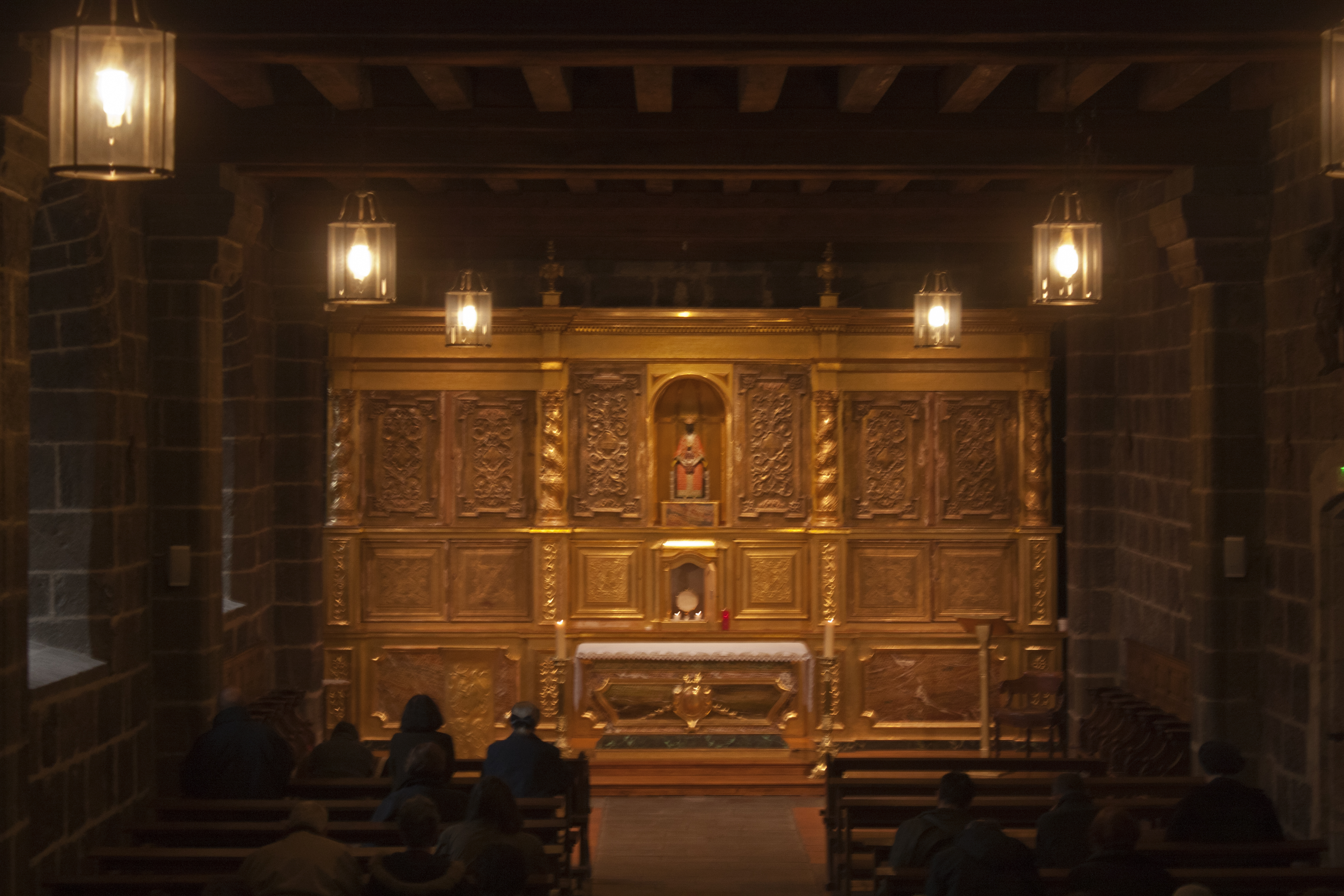
Kathedraal van Le Puy
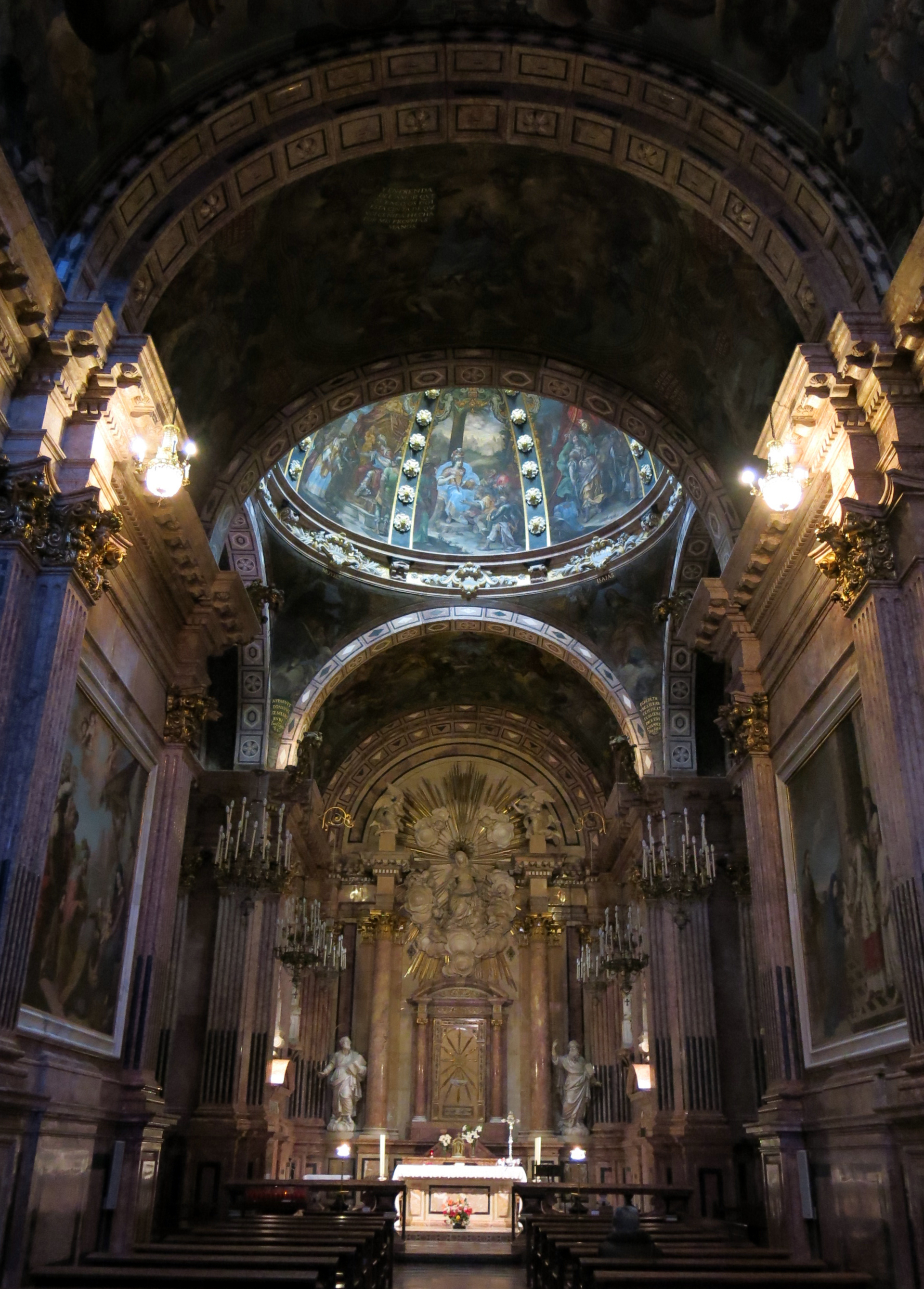
Kathedraal van Tortosa